# Parabopyrella delagoae
Parabopyrella delagoae là một loài chân đều trong họ Bopyridae. Loài này được Bourdon miêu tả khoa học năm 1982.